# جلمرز
جلمرز هي قرية في مقاطعة أصفهان، إيران. يقدر عدد سكانها بـ 452 نسمة بحسب إحصاء 2016.